# FULL OF LOVE!!
『FULL OF LOVE!!』（フル・オブ・ラブ）は、中島愛の1枚目のキャラクターソングアルバム。2020年9月30日にflying DOGよりリリースされた。

## 概要
キャラクターソング集を制作したいという話はベストアルバム『30 pieces of love』の頃から出てはいたが、本格的に動き出したのは2019年末頃から。中島には、キャラクターをモチーフに制作された楽曲はそれだけを一つにまとめた方が理想的という想いがあり、スタッフにもキャラクターソング集を制作したいと伝え続けていた。
本作にはデビュー作『マクロスF』のランカ・リーや『バスカッシュ!』のシトロン、『ハピネスチャージプリキュア!』のキュアラブリーなど、これまでに歌ってきたキャラクターソングから17曲を厳選し収録している。#3.「ライオン -ランカ ver.-」は中島の1stアルバム『I love you』の初回特典として付属した8cmCDにのみ収録されていたバージョン。#9.「未来の栞」はテレビアニメ『セイクリッドセブン』の終了後、パチスロ用に録音された音源で、今回が初CD化となる。ボーナストラック「恋のジングル」は、USENの配信ラジオ番組『れでぃのたしなみ』の企画から生まれた理想の80年代アイドル「めぐちゃん」のオリジナル曲である。
ジャケットはイラストレーター「ちゃもーい」による描きおろしイラストを採用。ジャケットの少女は時空や時間を旅行できる
「MEG」というオリジナルキャラクターである。
CD (VTCL-60537)と各配信サイトにてリリースされたが、配信はCD発売日の翌日である10月1日から解禁された。

## 収録曲
1. アイモ
作詞：Gabriela Robin　作曲：菅野よう子
歌：ランカ･リー＝中島 愛
TVアニメ『マクロスF』
2. 星間飛行
作詞：松本隆　作曲：菅野よう子
歌：ランカ･リー＝中島 愛
TVアニメ『マクロスF』
3. ライオン -ランカ ver.-
作詞：Gabriela Robin　作曲：菅野よう子
歌：ランカ･リー＝中島 愛
TVアニメ『マクロスF』
4. 放課後オーバーフロウ
作詞：Gabriela Robin　作曲：菅野よう子
歌：ランカ･リー=中島 愛
アニメ映画『劇場版マクロスF～サヨナラノツバサ～』
5. ホシキラ
作詞：Gabriela Robin　作曲：菅野よう子
歌：ランカ･リー=中島 愛
アニメ映画『劇場版マクロスF～サヨナラノツバサ～』
6. COSMOS
作詞：三浦誠司　作曲：藤末樹・YUMIKO
歌：Citron starring 中島 愛
TVアニメ『バスカッシュ!』
7. 素顔でフォーリンラブ
作詞：こだまさおり　作曲：南陽子
歌：沙倉 楓
TVアニメ『けんぷファー』
8. 遠く君へ
作詞：エリコ　作曲：笹子重治
歌：アンヌ
TVアニメ『異国迷路のクロワーゼ The Animation』
9. 未来の栞
作詞：RUCCA　作曲：秋田博之
歌：藍羽ルリ
TVアニメ『セイクリッドセブン』
10. ずっと一緒
作詞：西直紀　作曲：F.GIRAUD
歌：保志まなみ
TVアニメ『たまゆら～hitotose～』
11. 恋のパズルを解いて
作詞：及川眠子　作曲：井筒昭雄
歌：姫川エレナ
TVアニメ『ファイ・ブレイン ～神のパズル』
12. Pharaoh★Love
作詞・作曲：Des-ROW
歌：ニキ・サマーフィールド
PlayStation 3 / Xbox 360ソフト『NeverDead』
13. いにしえの歌 (キラキラVer.)
作詞：不詳　作曲：景山将太
歌：メロエッタ
アニメ映画『ポケットモンスター ベストウイッシュ メロエッタのキラキラリサイタル』
14. PEACE&LUCK
作詞：azusa　作曲：川島有真
歌：レーネ
TVアニメ『武装神姫』
15. SINCERELY
作詞：RUCCA　作曲：石川烈
歌：春日部耀 starring 中島 愛
TVアニメ『問題児たちが異世界から来るそうですよ?』
16. Another Letter
作詞・作曲：rino (CooRie)
歌：枝葉柚希
TVアニメ『君のいる町』
17. ドデカ･ラブ
作詞：只野菜摘　作曲：Orito
歌：キュアラブリー
TVアニメ『ハピネスチャージプリキュア!』
18. 恋のジングル（ボーナストラック）
作詞：児玉雨子　作曲：小森田実
歌：めぐちゃん
インターネットラジオ『れでぃのたしなみ』